# Areneño
Hia-Ced O'odham (Areneño), jedna od lokalnih skupina Papago Indijanaca iz grupe Piman čije se područje nalazilo zapadno od današnjeg rezervata Papago. Nekad su bili znatno rasprostranjeniji, na većem području južnog SAD-a i Meksika. Kao stanovnici pustinje nazivani su i Sand Papago, a kod Meksikanaca u 19. stoljeću pod imenom Areneño. Uz oskudnu zemljoradnju, lov i sakupljanje bili su im temelj opstanka. Jedna njihova lokalna grupa koja je zalazila u područje poznato kao Pinacate poznata je pod imenom "Pinacateños."

## Vanjske poveznice
- The Desert’s Changing Faces  Arhivirana inačica izvorne stranice od 16. listopada 2006. (Wayback Machine)